# Doorn (Utrecht)

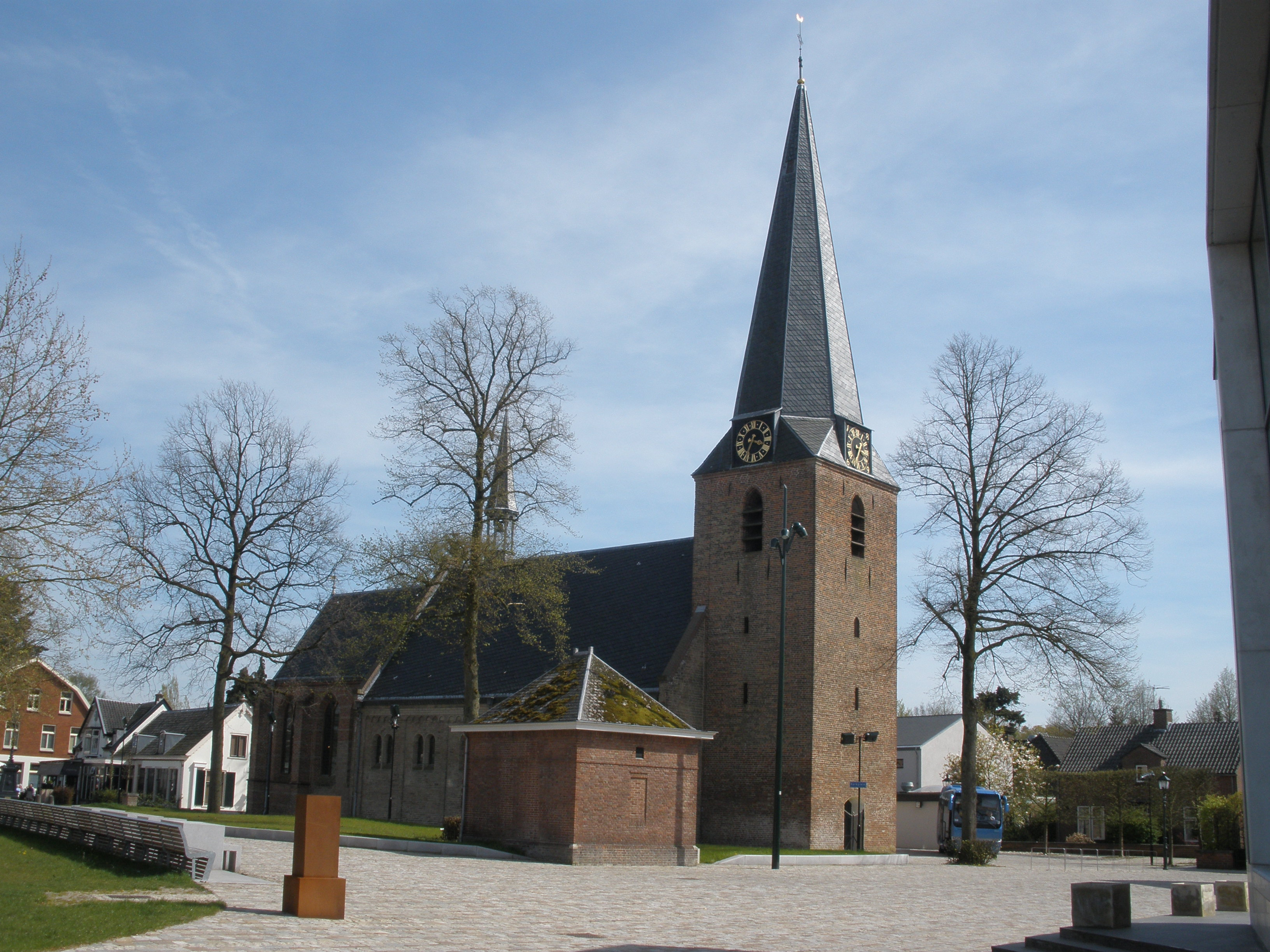
Maartenskerk

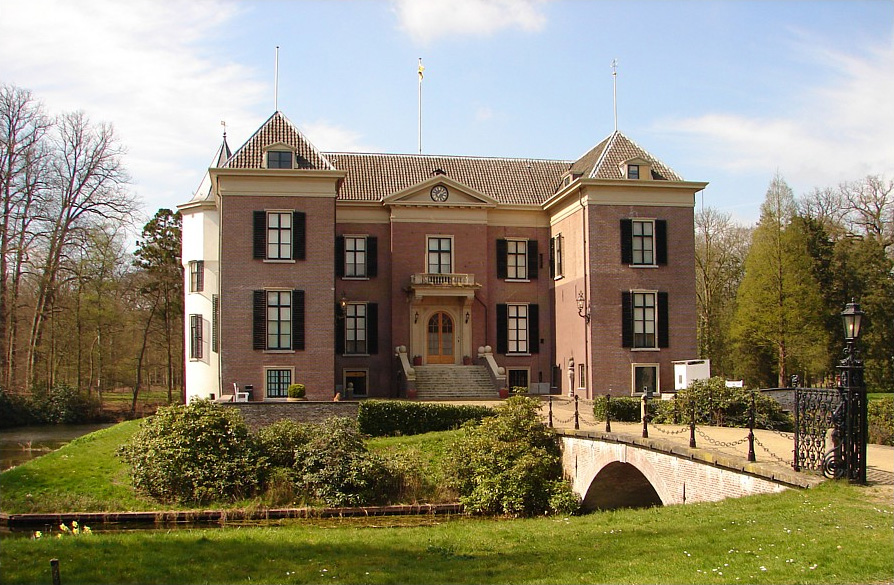
Huis Doorn

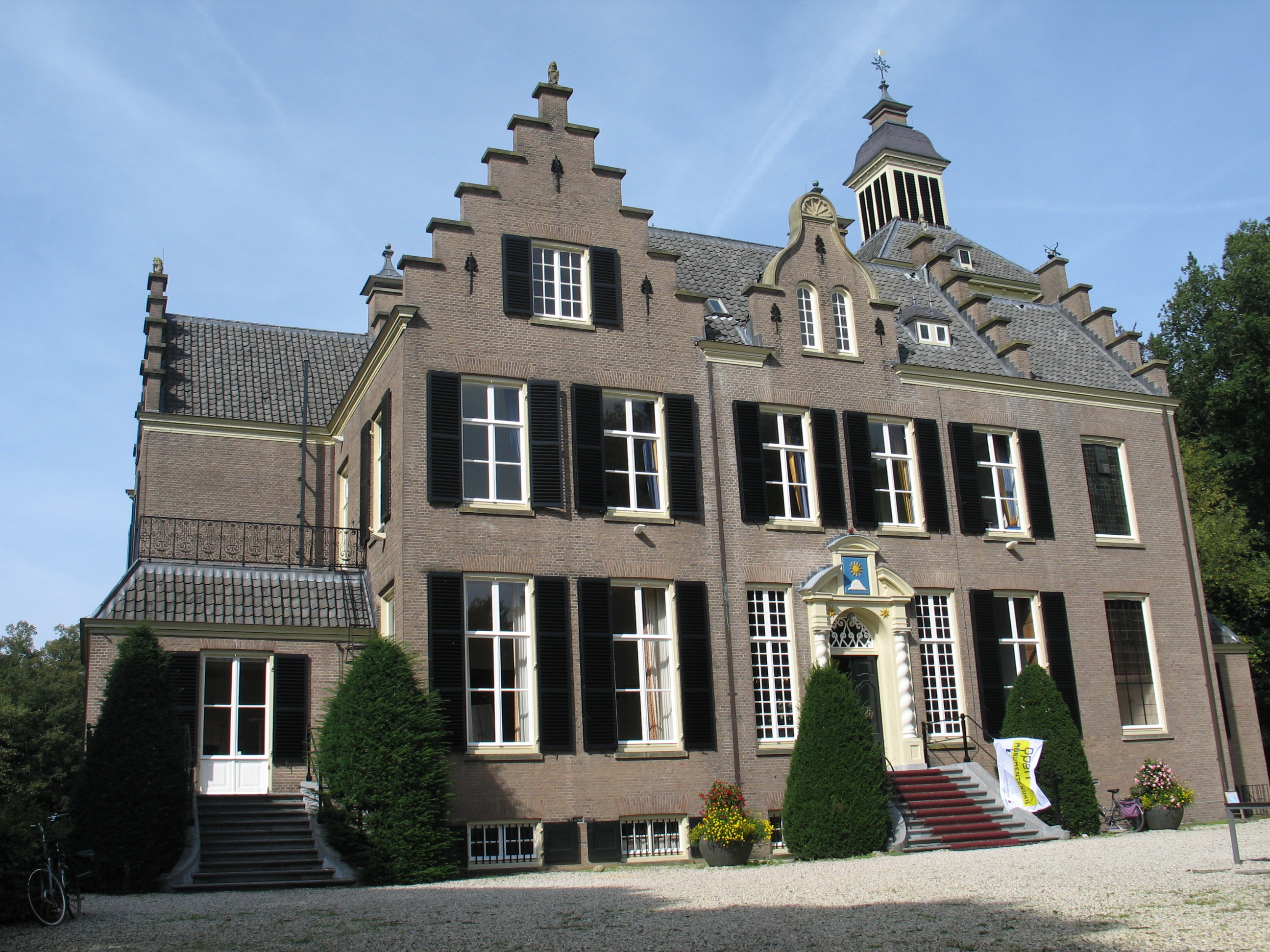
Maarten Maartenshuis

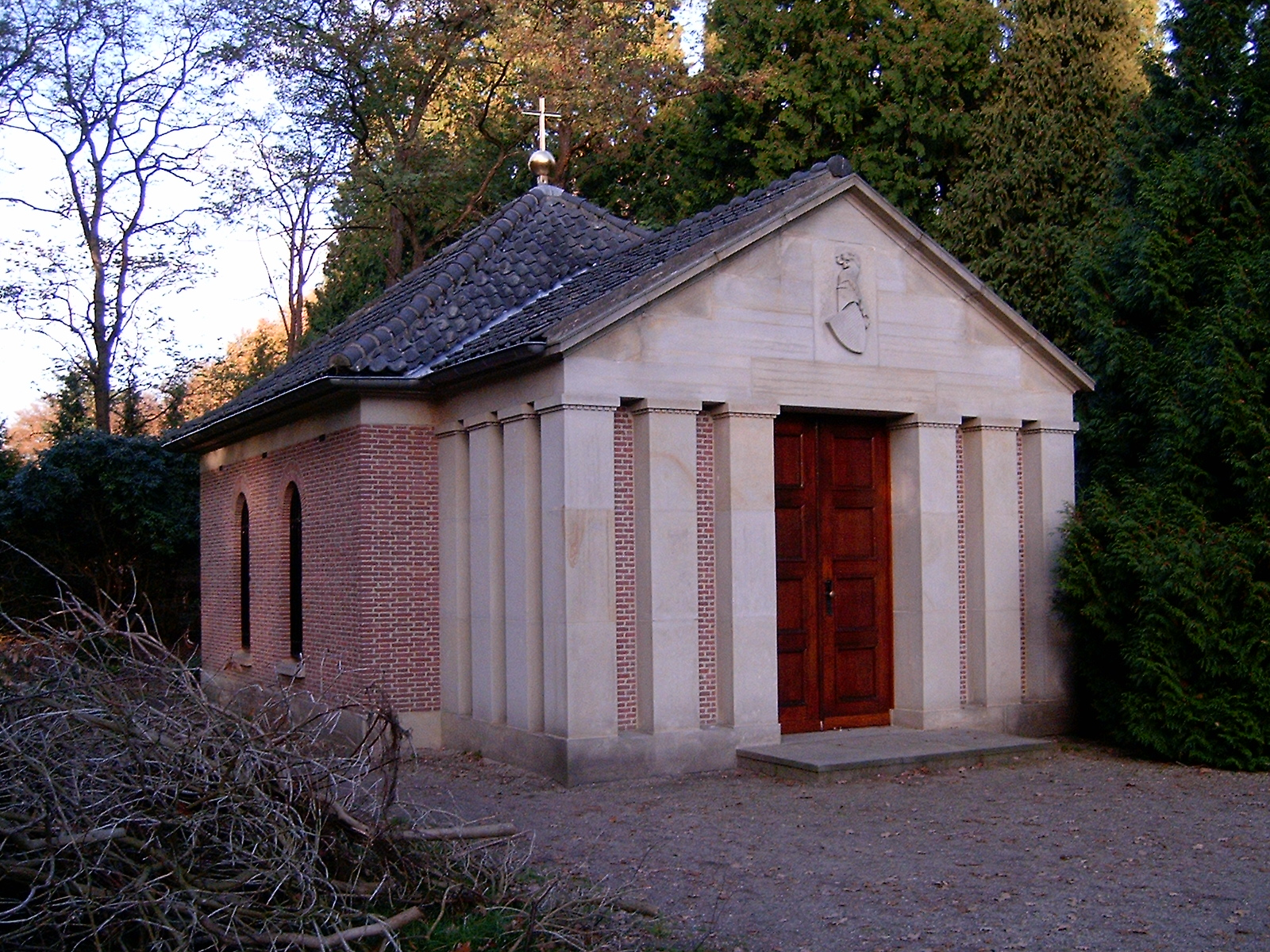
Mausoleum van Wilhelm II van Duitsland in Doorn

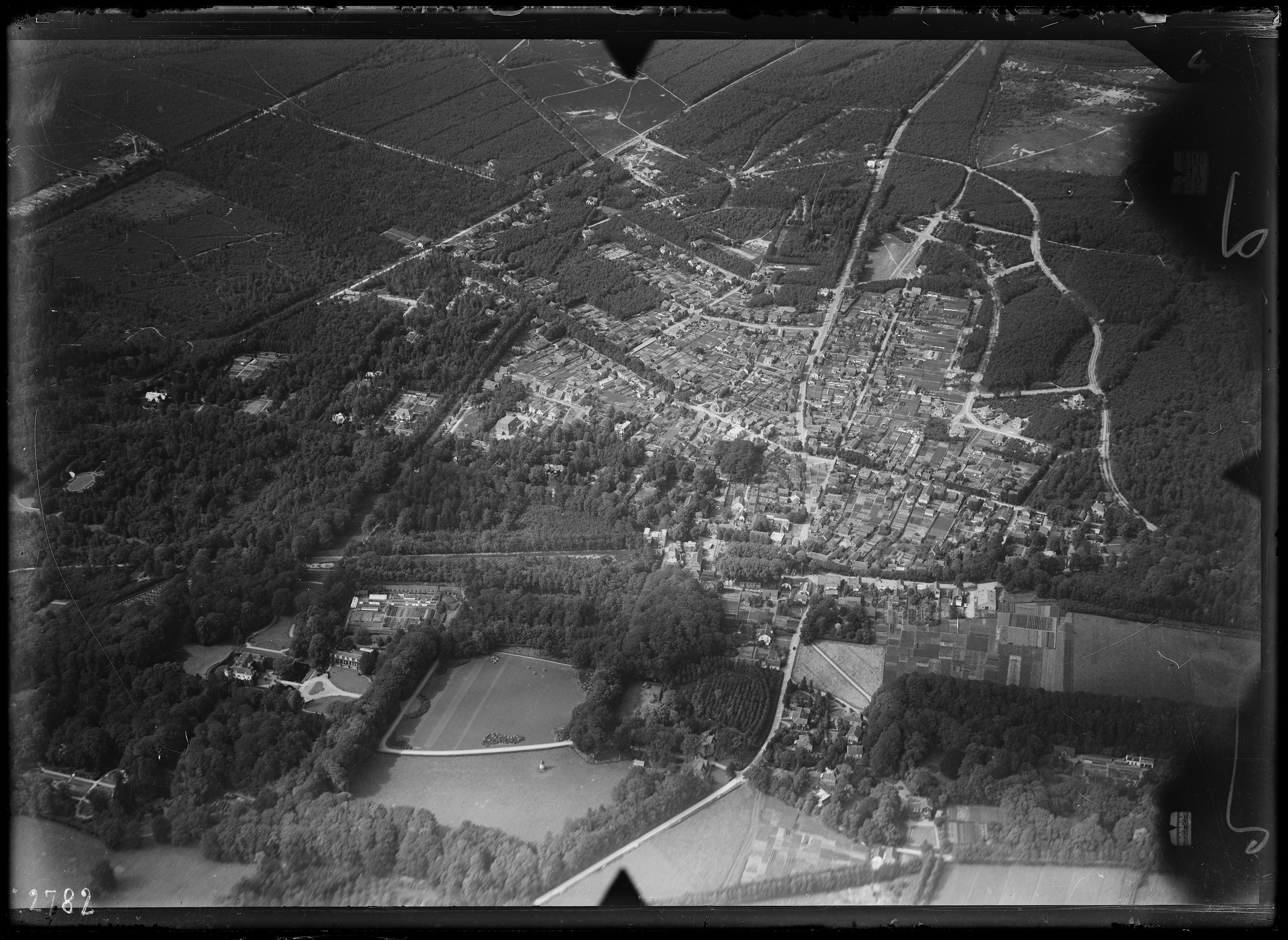
Luchtfoto van Doorn (1920-1940, Nederlands Instituut voor Militaire Historie).

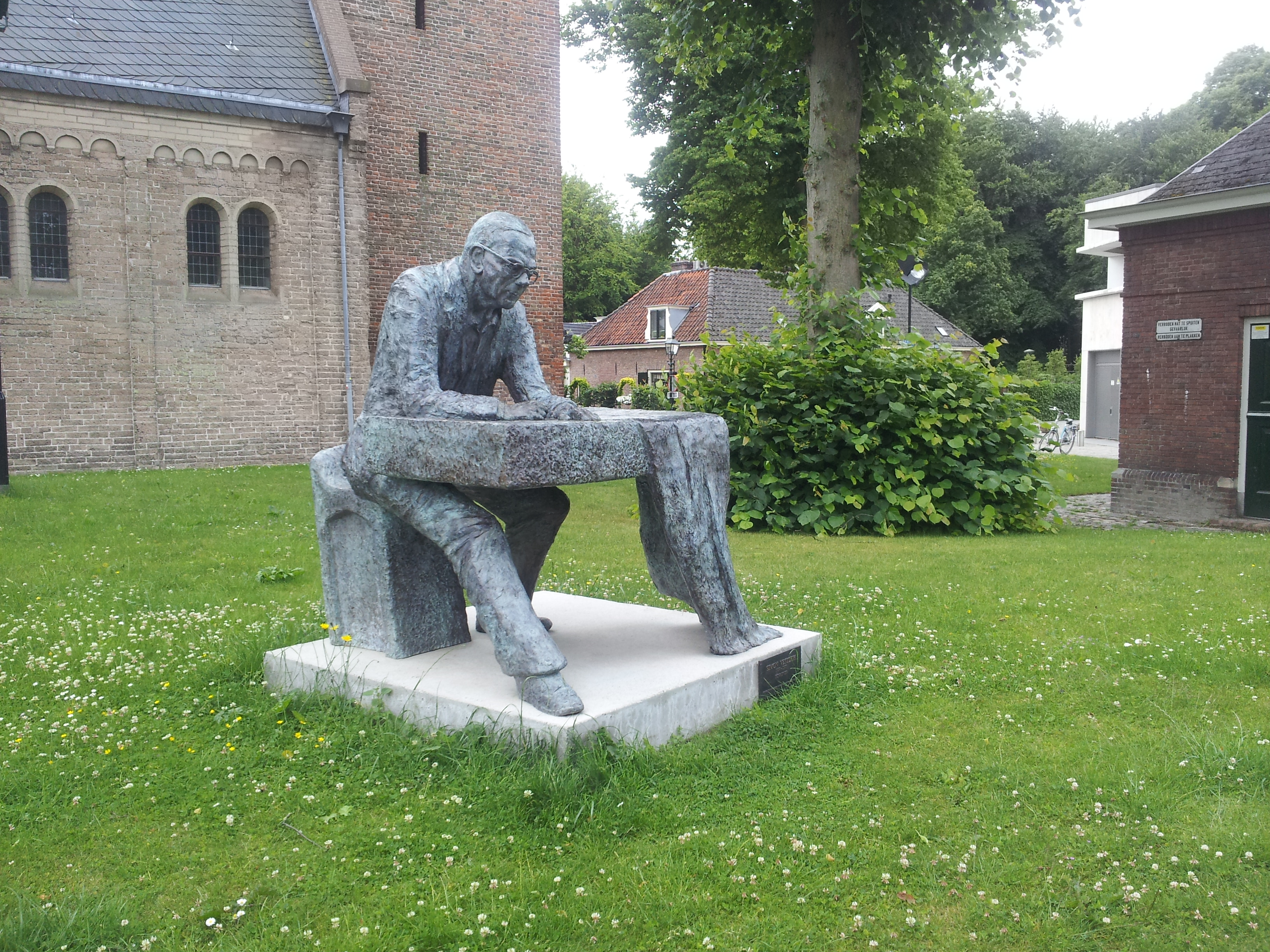
Standbeeld Simon Vestdijk op het Dorpsplein

Doorn is een dorp in de Nederlandse provincie Utrecht. Het maakt deel uit van de gemeente Utrechtse Heuvelrug en ligt op de gelijknamige heuvelrug in het zuidoosten van de provincie. Op 1 januari 2023 had Doorn 10.545 inwoners.
Doorn was tot 1 januari 2006 een zelfstandige gemeente, waartoe ook de buurtschappen Palmstad, Sterkenburg en Boswijk behoorden.

## Geschiedenis en architectuur
In een document uit de periode 885-896 wordt de nederzetting "Thorhem" genoemd, woonplaats van dondergod Thor (Groenedijk, 2000). Vikingen gelegerd bij Dorestad, het huidige Wijk bij Duurstede, noemden de plaats zo omdat de dondergod er vereerd zou worden. Inderdaad wijzen archeologische opgravingen in een heideveldje op het noordelijk van Doorn gelegen landgoed Hoog Moersbergen op resten van een heidense offerplaats. De nederzetting Thorhem hoorde destijds bij de hof Villa Thorhem (Kolman, 1996). Rond 1200 was deze hof in het bezit van de domproosdij van Utrecht. In Doorn was de domprost gerechtsheer, bezat het kasteel Huis Doorn en de (Sint-) Maartenskerk (in gebruik bij Protestantse Kerk in Nederland). Met de Bataafse omwenteling van 1795 kwam er een eind aan de heerschappij van de Domproost. Na een serie administratieve wijzigingen werd uiteindelijk op 1 januari 1812 de gemeente Doorn gevormd, bestaande uit de voormalige gerechten Doorn en Maarn. Op 1 januari 1818 werd Maarn weer los gemaakt van Doorn om een eigen gemeente te vormen. Op 1 januari 2006 ging Doorn op in de nieuw gevormde gemeente Utrechtse Heuvelrug, waarvan het de hoofdplaats is.
Kasteel Moersbergen, dat in 1435 voor het eerst wordt genoemd, is vanaf de 17e eeuw meerdere keren ingrijpend verbouwd.
In de 18e eeuw werd er op de heide langs de Amersfoortseweg wel wat gebouwd, maar door de omvang van het landgoed rond Huis Doorn kon het dorp zich niet goed ontwikkelen. Dat kon pas na 1874, toen het landgoed verkaveld werd. Ook na de Tweede Wereldoorlog is het dorp sterk gegroeid.
Vanwege de bosrijke omgeving werden er in de eerste decennia van de twintigste eeuw verschillende tuberculose-sanatoria gesticht in Doorn. In de frisse lucht kuurden hier mensen die leden aan deze ernstige longziekte. In Doorn waren onder andere de sanatoria Huis ter Drift, Dennenoord, Middenbosch en het Woudhuis gevestigd. Na de oorlog werden antibiotica gebruikt om de ziekte te bestrijden, waardoor de sanatoria vrijwel overbodig werden. 
Sinds begin twintigste eeuw zit het Korps Mariniers in de Van Braam Houckgeestkazerne in Doorn. In 2013 werd bekend dat de kazerne zou gaan verhuizen naar Vlissingen. Hierop volgden protesten vanuit defensievakbonden en enkele politieke partijen. In februari 2020 gaf het ministerie van Defensie aan toch liever af te zien van deze verhuizing.

## Bezienswaardigheden
- Maartenskerk
- Huis Doorn
- Maarten Maartenshuis
- Doornse Kaap met uitzichttoren, de Sint-Helenaheuvel, de Zonheuvel, de Ruiterberg en de oostelijker gelegen Darthuizerberg
- De Doornsche ijsclub
- Hydepark

## Natuur
- Utrechtse Heuvelrug
- Doornse Gat, natuur- en recreatiegebied ten oosten van Doorn

## Onderwijs
- Openbare basisschool Kameleon
- Christelijke basisschool De Wijngaard
- Christelijke basisschool De Sterrenboog
- Christelijke basisschool op reformatorische grondslag 'Gisbertus Voetiusschool
- R.K. Daltonschool 'Nicolaas'
- Basisschool De Ontdekkingsreis
- Voortgezet onderwijs NXT Doorn
- Revius Lyceum Doorn
- Detex Doorn
- TMO Hogeschool voor Modemanagement Doorn
- VSO Beukenrode Onderwijs

## Sport
Er is een lokale voetbalclub, genaamd DEV Doorn, een korfbalvereniging met de naam KCD, een scoutinggroep met de naam Thorheim, een hockeyclub met de naam Doornse Hockey Club, een tennisclub genaamd Ludenti, een volleybalvereniging met de naam vv Enervo, wedstrijdzwemclub Woestduin, een turnvereniging Unitas, een badmintonvereniging BC Doorn, etc. 
Op zaterdag 20 augustus 2022 liep de route van de tweede etappe (van 's-Hertogenbosch naar Utrecht) van de Ronde van Spanje 2022 door Doorn.

## Bekende inwoners
De beroemdste inwoner van Doorn is wellicht de voormalige Duitse keizer Wilhelm II, die in 1918 werd verbannen uit Duitsland toen daar de monarchie werd afgeschaft. De ex-keizer nam zijn intrek in Huis Doorn en woonde hier tot aan zijn dood in 1941 en ligt ook op het landgoed begraven. Huis Doorn is sinds de Tweede Wereldoorlog een museum.
Ook de schrijver Simon Vestdijk heeft een groot deel van zijn leven (1939-1971, afgezien van enkele onderbrekingen) in Doorn gewoond. Maarten Maartens, in de jaren 1890-1910 een gevierd schrijver, liet in Doorn een klein kasteel bouwen: Zonheuvel. Het kasteel is bekend als het Maarten Maartenshuis en maakt deel uit van het Hotel-Conferentiecentrum Zonheuvel. Ook Jan van Baal, cultureel antropoloog, oud-gouverneur van Nederlands-Nieuw-Guinea en later hoogleraar in Utrecht en Amsterdam, woonde en overleed in Doorn. 
Irene der Nederlanden woont sinds 2019 in Doorn. Zij is het tweede kind uit het huwelijk van koningin Juliana der Nederlanden en prins Bernhard van Lippe-Biesterfeld en is de zus van Beatrix der Nederlanden, Margriet der Nederlanden en Christina der Nederlanden. 
Daarnaast is Kees Jansma, sportpresentator, producent, journalist, schrijver en voormalig perschef van Oranje, ook een bekende inwoner van de Utrechtse plaats Doorn.

## Geboren in Doorn
- Jacobus Teunis Doornenbal (1909-1975), hervormd predikant
- A.F.J. Klijn (1923-2012), theoloog en hoogleraar
- Jaap van der Doef (1934-2025), politicus (PvdA)
- Sacha Bulthuis (1948-2009), actrice
- Aart Jan de Geus (1955), politicus (CDA)
- Gijs Scholten van Aschat (1959), acteur
- Jeff Mac Mootry (1964), officier der mariniers
- Tjalling Halbertsma (1969), jurist, antropoloog, Mongolië-expert
- Robert de Loor (1980), (radio-)diskjockey
- Claudia Belderbos (1985), roeister Nederlandse equipe
- Febe Copier (2006), voetbalster